# Opisthostoma jucundum
Opisthostoma jucundum là một loài ốc biển trong họ Diplommatinidae.
Đây là loài đặc hữu của Malaysia. Môi trường sống của chúng là is các khu rừng ẩm ướt đất thấp nhiệt đới hoặc cận nhiệt đới. Nó bị đe dọa do mất môi trường sống.